# Бранко Станковић (фудбалер)
Бранко „Стане” Станковић (Сарајево, 31. октобар 1921 — Београд, 20. фебруар 2002) био је југословенски и српски фудбалер, репрезентативац и тренер.
Кад је 1958. године последњи пут обукао национални дрес, имао је 37 година и 27 дана и био најстарији фудбалер који је икада играо у репрезентацији Југославије.

## Биографија
Рођен је 31. октобра 1921. у Сарајеву, Краљевина СХС. Играо је за СК Славију - Сарајево (1937—1941) и БСК - Београд (1941—1944), а прославио се у црвено-белом дресу Црвене звезде - Београд (1945—1958), у коме је током 13 година одиграо 495 званичних утакмица (36 голова), од тога у првенству 195 утакмица (15 голова). Освојио је четири титуле националног првака (1951, 1953, 1956, 1957. године) и три победничка трофеја фудбалског купа Југославије (1948, 1949, 1950).
Као Србин, априла 1941. напушта Сарајево због усташке окупације. У Београду облачи дрес БСК-а, вишеструког шампиона Краљевине Југославије. Станковић је тада имао двадесет година, али је већ био формиран као фудбалер.

## Стил игре
Био је снажан, брз, храбар, одлично је играо главом, поседовао је силовит ударац, важио је за одличног извођача прекршаја изван шеснаестерца и давао је голове на тај начин.
Стане, како су га присно звали другови у клубу и навијачи, поседовао је фину технику, смисао за игру, успешно је дрибловао и силовито продирао. Много пре свих светских стручњака, он је био „модеран бек“, у данашњем смислу речи - ишао је у напад, вешто центрирао и представљао опасност за противника, увек као изненађење, јер у том стилу нико пре њега није играо. Касније је то прихватио Бруно Белин, потом Фахрудин Јусуфи, Милован Ђорић, Петар Кривокућа и други.
Није се служио грубошћу, што је иначе својствено бековима. На утакмици Енглеска - Југославија (3:0) Станковић је играо против Стенлија Метјуса. По клизавом терену Метјус је користио своје дриблинге. У једној од својих мајсторија догодило се да се оклизнуо и у паду ухватио Енглеза око паса. То је била „слика године“. Испод ње цинични коментатор је написао: „Пардон, мистер Станковић, ово су моје ноге!“
Кад је Фудбалска федерација Енглеске приредила гала пријем приликом прославе сер Стенлијевог осамдесетог рођендана, слављеник је као своје госте позвао неколико великих асова из иностранства. Није заборавио ни Станковића. Тај позив Југословену међу светском елитом, Метјус је овако објаснио: „Кад почне утакмица свог директног ривала после десетак минута упознамо, слично као боксери у рингу. Одмах сам видео да је Станковић играч екстра класе. Моја шанса је била у томе што је терен био клизав, а ја много лакши и могао сам да користим свој дриблинг горњим делом тела. И тада сам упознао најкоректнијег ривала у каријери. Ни у једном тренутку господствени Југословен није посегнуо за оштрином, својом силном снагом или грубошћу. Импоновао ми је: владао собом и ситуацијом. Моја је жеља да такав витез фудбала буде мој гост, да увелича славље.“
Одиграо је 61 утакмицу за репрезентацију. Дебитовао је на првој утакмици државног тима после Другог светског рата у Прагу. Репрезентација је победила са 2:0, головима Митића и Косте Томашевића.
Играчку каријеру наставио је са успехом и као тренер. Поред великих тријумфа са Црвеном звездом, атинским АЕК-ом, Галатасарајем, Портом и још неким клубовима, био је и тренер репрезентације када је репрезентација постала вицешампион Европе.
У стручним круговима Станковић је високо уважаван. Станковић је тренер са највишим квалификацијама: поред огромног играчког искуства и дуге каријере, он је завршио Факултет за физичку културу и поседује велико педагошко знање у раду са играчима.
Као првотимац Црвене звезде одиграо је 489 утакмица и постигао 34 гола а освојио је 4 првенства и 2 Купа Југославије. Био је члан „чувеног“ олимпијског тима из Тампереа.
У периоду од 1978. до 1982. био је шеф стручног штаба Црвене звезде. У овом периоду освојио је две титуле Шампиона и један Куп Југославије. У сезони 1978/79. предводио је „црвено-беле“ до финала Купа УЕФА у коме су поражени од Борусије из Менхенгладбаха. На клупи Црвене звезде седео је и у јесењој сезони 1988/89. године, наследио га је Драгослав Шекуларац, који је екипу предводио у пролећном делу.
Због стила игре и господског држања Бранка Станковића су и навијачи и саиграчи звали „Амбасадор“.